# Liatris gracilis
Liatris gracilis là một loài thực vật có hoa trong họ Cúc. Loài này được Pursh mô tả khoa học đầu tiên năm 1814.